# Trevor H. Levere
Trevor Harvey Levere (* 21. März 1944 in London; † 1. November 2022) war ein britischer Wissenschaftshistoriker.

## Leben
Er studierte Chemie, Neuere Geschichte und Wissenschaftsgeschichte an der University of Oxford. Ab 1968 lehrte er am IHPST 39 Jahre lang. 2006 ernannte ihn die University of Toronto in Anerkennung seiner herausragenden wissenschaftlichen Leistungen zum Universitätsprofessor.

## Schriften (Auswahl)
- Affinity and matter. Elements of chemical philosophy 1800–1865. Oxford 1971, ISBN 0-19-858134-3.
- Poetry realized in nature. Samuel Taylor Coleridge and early nineteenth-century science. Cambridge 1981, ISBN 0-521-23920-6.
- Science and the Canadian Arctic. A century of exploration 1818–1918. Cambridge 1993, ISBN 0-521-41933-6.
- Chemists and chemistry in nature and society 1770–1878. Aldershot 1994, ISBN 0-86078-412-6.